# فولكس فاجن أماروك
فولكس فاجن أمروك هي شاحنة متوسطة الحجم بناها فولكس فاجن. ويتكون نطاق أمروك من سيارة بكابينة واحدة وسيارة بكابينة مضاعفة، جنبا إلى جنب مع أي نظام الدفع الخلفي أو رباعي دفع، ومدعوم من البنزين توربو أو توربو الحقن المباشر (TDI) محركات الديزل. وتعتبر منافس للتويوتا هايلكس، نيسان نافارا وميتسوبيشي تريتون، على الرغم من أنها أكبر.